# Tudor and Cashel
Tudor and Cashel es un municipio canadiense situado en la provincia de Ontario.

## Superficie
Tudor and Cashel tiene una superficie de 433,31 km².

## Demografía
En 2021, tenía 740 habitantes, una densidad poblacional de 1,7 hab./km², y 758 viviendas.